# That's All Right
«That's All Right» (That's alright lit. "Eso está bien") es una canción y primer sencillo lanzado por Elvis Presley & The Blue Moon Boys (Scotty Moore y Bill Black) en 1954. La canción original fue escrita por el cantante de blues Arthur Crudup y fue lanzada originalmente en 1946, bajo el título de «That's All Right, Mama». La versión de Elvis fue grabada el 5 de julio del 1954, y lanzada el 19 de julio de 1954 con «Blue Moon of Kentucky» en el lado B. Es con estas dos primeras grabaciones cuando Elvis crea el sonido del rockabilly. Si bien el crédito de la canción está dado a su compositor original, Presley modificó parte de la letra durante su grabación. 
En 2004, fue colocada en la posición n.º 112 en la lista de Rolling Stone de las 500 mejores canciones de todos los tiempos y es considerada tanto por la Rolling Stone al igual que otros críticos,  como la primera canción de rock and roll de la historia. 
La revista británica Q Magazine la colocó en el puesto # 1 de la lista de las 100 canciones que cambiaron el mundo. El periodista británico Roy Carr de New Musical Express considera que fue con las grabaciones de Elvis en la compañía Sun Records donde se creó el combo básico del rock y que a pesar de que artistas como The Beatles, Credence o Bob Dylan trataron en algún momento de rendir homenaje a ese sonido, nunca lograron recrear ni la inocencia ni la esencia de esas grabaciones.
En 1998 la versión de Elvis fue incluida en el Salón de la Fama de los Grammy.  Posteriormente en julio de 2004 «That's All Right» se convirtió en el sencillo más vendido dentro de los Estados Unidos logrando un UK Top 3.

## Historia
La canción fue escrita y originalmente grabada por Arthur Crudup en 1946 como «That's All Right, Mama». La versión de Elvis fue grabada en julio de 1954, y lanzada como sencillo con «Blue Moon of Kentucky». El número de catálogo era Sun 209. La etiqueta decía «That's All Right» (omitiendo "Mamá" en el título original), y acreditada como Elvis Presley, Scotty Moore y Bill Black (the Blue Moon Boys). Arthur Crudup también aparece en esta etiqueta, dándole crédito a la autoría.
Elvis había grabado las canciones «My Happines» / «That's When Your Herataches Begin» en 1953 en el estudio Sun como regalo para su madre. La secretaria del estudio había anotado su nombre y dirección en algún momento y cuando el dueño de la compañía, Sam Phillips buscaba un cantante blanco que pudiese cantar como un negro, surgió el nombre de Presley. La idea de Phillips era grabar una serie de baladas y para ello convocó a Elvis junto a los músicos de sesión Scotty Moore y Bill Black. Presley habría intentado sin demasiado éxito grabar las baladas que Phillips le propuso y durante un receso, Elvis comenzó a cantar el blues "That's all right mamma" pero de manera acelerada. Los otros músicos se unieron a él con acompañamiento country. El sonido obtenido era netamente un rockabilly y Phillips sorprendido les preguntó qué era lo que estaban haciendo, a lo que los músicos respondieron que no lo sabían. Entonces Phillips les pidió que comenzaran de nuevo y finalmente  días más tarde se editó el sencillo «That's All Right» / «Blue Moon of Kentucky». La canción grabada por Elvis se simplificó titulándola «That's All Right» (omitiendo la palabra ''Mamma"). El disco simple se convirtió en uno de los mayores éxitos de la compañía vendiendo a los pocos días de su lanzamiento unas 20 000 copias.
Presley conseguiría con esas primeras grabaciones para la Sun Records un producto suficientemente afroamericano como para no perder sus raíces, y por otro lado suficientemente blanco como para conquistar el nuevo público.Paralelamente con motivo de coincidencia de dicho aniversario, la compañía RCA anunció la edición de una colección de 5 álbumes titulada "Memphis" conteniendo una totalidad de 111 canciones grabadas exclusivamente en Memphis, entre las que incluyeron a That's all right.
Cuando el bluseo B. B. King quien conocía a Elvis desde antes que fuese famoso debido a que Presley solía ir a los bares de la calle Beale Street a escucharlo tocar allí, escuchó en la radio WMPS este primer trabajo de Elvis para la Sun se dijo "Hijo, cantas como un negro...¡Te van a masacrar!".

## Grabación
La sesión de Elvis fue grabada en el estudio Sun con Elvis Presley cantando y tocando la guitarra rítmica, Scotty Moore en la guitarra líder, y Bill Black en el bajo. La canción fue producida por Sam Phillips, en la cual no se incluye ninguna batería ni otros instrumentos.

#### Edición y difusión
Sam Phillips brindó copias del acetato al disc jockey local Dewey Phillips, quien no tenía parentesco alguno con él, y Dewey puso al aire en su programa de radio de la WHBQ de Memphis «Red, Hot and Blues» la canción grabada por Elvis y sus músicos el 7 de julio de 1954. Cuando Elvis se enteró de que la canción iba a ser puesta al aire, se recluyó en un cine y teatro local para calmar su ansiedad. La demanda de la canción fue tal que Dewey la puso al aire unas 14 veces recibiendo 40 llamados por parte de los espectadores, algunos preguntándole de qué se trataba esa canción y otros convencidos de que quien la cantaba era en verdad un hombre afroamericano.
Finalmente lograron convencer a Elvis de que asistiera al programa para una entrevista, sin percatarse Elvis de que el micrófono estaba abierto. Él respondió todas las preguntas que le hicieron e incluso dijo a qué colegio secundario asistía, revelando sin que se lo preguntasen de manera directa, su etnia caucásica, ya que hasta ese momento muchos pensaban que el cantante era afroamericano.
En 2024 en conmemoración de haberse cumplido 70 años del lanzamiento al mercado de ese tema que marcó el inicio de la carrera profesional de Elvis como cantante y artista escénico, Graceland reeditó el tema en formato de disco de vinilo de edición limitada para coleccionistas.

## Letra
La canción trata acerca de un joven que considera que su madre tiene un estilo de vida muy definido con cierta superación en todo lo que hace y que, además de ello, le asegura que la muchacha que lo tiene embelesado no es la chica correcta para él, algo que finalmente él termina entendiendo y decide abandonar la pequeña ciudad en donde vive para hacerle comprender a esa muchacha, que a partir de entonces él ya no estará molestándola merodeando por su casa.
| Mama she done told me Papa done told me too 'Son, that gal you're foolin' with She ain't no good for you' But, that's all right, that's all right That's all right now mama, anyway you do | Mi madre me lo dijo Mi padre también La muchacha con la que tu tonteas No es buena para ti Pero está bien, eso está bien Eso está bien mamá, como sea que lo hagas |

## Charts
| Chart (2004)                           | Posición alcanzada |
| -------------------------------------- | ------------------ |
| Australia (ARIA)                       | 31                 |
| Europe (Eurochart Hot 100)             | 11                 |
| Irlanda (IRMA)                         | 33                 |
| Escocia (Scottish Singles Sales Chart) | 5                  |
| Suecia (Sverigetopplistan)             | 47                 |
| Reino Unido (UK Singles Chart)         | 3                  |

## Premios
La RIAA premió al disco simple "That's all right / Blue Moon of Kentucky" como disco de oro por haber alcanzado ventas superiores a las 50.000 copias.